# Kreisgericht Nordhausen (Preußen)
Das Kreisgericht Nordhausen war ein preußisches Kreisgericht in der damaligen preußischen Provinz Sachsen mit Sitz in Nordhausen.

## Geschichte
Im Jahre 1849 wurden in Preußen einheitlich Kreisgerichte geschaffen. Hierbei wurde die Patrimonialgerichtsbarkeit abgeschafft und die Patrimonialgerichte aufgehoben. Diese und die staatlichen Gerichte wurden aufgehoben und es entstand das Königliche Kreisgericht Nordhausen. Es umfasste den Kreis Nordhausen. Zuständiges Appellationsgericht war das Appellationsgericht Halberstadt. Gerichtskommissionen, also Zweigstellen des Gerichtes, wurden in Benneckenstein, Bleicherode, Ellrich und Sachsa eingerichtet. Am Gericht waren 1870 ein Direktor und 13 Kreisrichter eingesetzt. Die Zahl der Gerichtseingesessenen betrug 62.752. Schwurgerichtssachen des Kreisgerichtes wurde nicht hier, sondern beim Kreisgericht Halberstadt verhandelt.
Im Rahmen der Reichsjustizgesetze wurde das Gerichtswesen in Deutschland 1879 vereinheitlicht. Damit wurden das Kreisgericht Nordhausen aufgehoben und das königlich preußische Amtsgericht Nordhausen mit Wirkung zum 1. Oktober 1879 als eines von acht Amtsgerichten im Bezirk des Landgerichtes Halberstadt als Nachfolger gebildet. Auch die Gerichtskommissionen wurden 1879 teilweise in Amtsgerichte umgewandelt (Amtsgericht Bleicherode und Amtsgericht Ellrich).

## Gerichtssprengel
Dem Kreisgericht Nordhausen waren folgende Gemeinden zugeordnet: Stadt Nordhausen und die Dörfer Großwechsungen, Günzerode, Herreden, Hesserode, Hochstedt, Hörningen, Immenrode, Kleinfurra, Kleinwechsungen, Mörbach, Nohra und Hühnenstein, Pustleben, Rüxleben, Salza, Wollersleben, Wolkramshausen, Etzelsrode, Gratzungen, Lehmstedt, Mitteldorf, Münchelohra, Oberdorf, Großberndten, Großwerther mit Schate, Haferungen, Hainrode, Kinderode, Klein-Berndten, Kleinwerther, Steinsee und Wernrode mit Hoppenrode.

## Gerichtskommission Bleicherode
Der Sprengel der Gerichtskommission Bleicherode umfasste die Stadt Bleichrode und die Dörfer Bliedungen mit Königsthal und Fronderode, Elende, Friedrichslohra, Großwenden, Kleinbodungen, Kleinwenden, Lipprechterode, Obergebra, Rehungen, Ascherode, Buhla, Niedergebra, Sollstedt, Utterode, Werningerode und Wülfingerode.

## Gerichtskommission Benneckenstein
Der Sprengel der Gerichtskommission Benneckenstein umfasste die Stadt Benneckenstein und das Dorf Sorge.

## Gerichtskommission Ellrich
Der Sprengel der Gerichtsdeputation Ellrich umfasste die Stadt Ellrich mit Cleysingen und die Dörfer Gudersleben, Liebenrode, Mauderode, Obersachswerfen, Pützlingen und Woffleben.

## Gerichtskommission Sachsa
Der Sprengel der Gerichtsdeputation Sachsa umfasste die Stadt Sachsa und die Dörfer Branderode, Clettenberg, Holbach, Limlingerode, Mackenrode, Stöckey, Tettenborn und Trebra.